# Вага за тачно мерење
Вага за тачно мерење је југословенска телевизијска хумористичка серија, била је омиљена међу млађом популацијом. Серију је режирао Србољуб Станковић, снимана је и приказивана у периоду од 1975. до 1979. године.

## Епизоде
| Сезона | Епизода | Назив                     | Датум              |
| ------ | ------- | ------------------------- | ------------------ |
| 1      | 2       | Човек се ослања на човека | 16. јануара 1975.  |
| 1      | 3       | Како се калио спортиста   | 23. јануара 1975.  |
| 1      | 4       | Није злато све што сија   | 30. јануара 1975.  |
| 1      | 5       | На муци се познају јунаци | 6. фебруара 1975.  |
| 1      | 6       | Колико вреди стара слава  | 13. фебруара 1975. |
| 1      | 7       | У страху су велике очи    | 20. фебруара 1975. |
| 1      | 8       | Правила и изузеци         | 27. фебруара 1975. |
| 1      | 9       | Тигањ без дршке           | 6. марта 1975.     |
| 1      | 10      | Главна премија            | 13. марта 1975.    |
| 1      | 11      | Непослато писмо           | 20. марта 1975.    |
| 1      | 12      | Добра луда                | 27. марта 1975.    |
| 2      | 3       | Мајстор квариш            | 5. марта 1976.     |
| 2      | 4       | Усијано гвожђе            | 2. априла 1976.    |
| 2      | 5       | Закопчавање на леђима     | 28. маја 1976.     |
| 3      | 1       | Клин се клином избија     | 7. априла 1977.    |
| 3      | 2       | Сенке прошлости           | 14. априла 1977.   |
| 3      | 3       | Рачун без крчмара         | 21. априла 1977.   |
| 3      | 4       | Нерешено                  | 28. априла 1977.   |
| 3      | 6       | Ручак за будућност        | 12. маја 1977.     |
| 3      | 9       | Златоусти молер           | 2. јуна 1977.      |
| 4      | 1       | Безукусна кафа            | 7.септембра 1978.  |
| 4      | 2       | Точак и историја          | 14.септембра 1978. |
| 4      | 3       | Шатула без драгуља        | 21.септембра 1978. |
| 4      | 4       | Болест                    | 28.септембра 1978. |
| 5      | 1       | Жонглер и математичар     | 29. марта 1979.    |
| 5      | 2       | Јаче од страха            | 5. априла 1979.    |
| 5      | 3       | Понека цигла              | 12. априла 1979.   |
| 5      | 4       | Лети, лети жаба           | 19. априла 1979.   |
| 5      | 5       | Преварени контролор       | 26. априла 1979.   |
| 5      | 6       | Трезор без браве          | 3. маја 1979.      |
| 5      | 7       | Сувишни ребус             | 10. маја 1979.     |
| 5      | 8       | Конац дело краси          | 17. маја 1979.     |
| 5      | 9       | Нелојална конкуренција    | 24. маја 1979.     |
| 5      | 10      | Маче на крову             | 31. маја 1979.     |
| 5      | 11      | Будућа задовољства        | 7. јуна 1979.      |
| 5      | 12      | Лоши примери              | 14. јуна 1979.     |
| 5      | 13      | Лажна баба                | 21. јуна 1979.     |
| 5      | 14      | Време одласка             | 28. јуна 1979.     |
| 5      | 15      | Жуте руже                 | 5. јула 1979.      |
| 5      | 16      | Опасни пријатељи          | 12. јула 1979.     |
| 5      | 17      | Ратна штета               | 19. јула 1979.     |
| 5      | 18      | Славолуци                 | 26. јула 1979.     |

## Улоге
| Глумац              | Улога                           |
| ------------------- | ------------------------------- |
| Рената Улмански     | Боса (45 еп. 1975-1979)         |
| Мија Алексић        | Дедица (44 еп. 1975-1979)       |
| Добрила Матић       | Зора (26 еп. 1977-1979)         |
| Марина Кољубајева   | Мара (19 еп. 1977-1979)         |
| Ненад Ненадовић     | Горан (18 еп. 1978-1979)        |
| Ивона Симић         | Весна (18 еп. 1978-1979)        |
| Никола Милић        | Света (14 еп. 1977-1979)        |
| Мирјана Ђуровић     | Сида (14 еп. 1975-1976)         |
| Филип Ковчин        | Дракче (14 еп. 1975-1976)       |
| Мирјана Ракић       | (5 еп. 1977)                    |
| Светлана Симић      | (5 еп. 1977)                    |
| Дубравка Мијатовић  | Дуда (4 еп. 1979)               |
| Златко Милошевић    | Златко (4 еп. 1979)             |
| Ђорђе Јелисић       | Јовиша (3 еп. 1977-1978)        |
| Душан Илић          | Дечак (3 еп. 1979)              |
| Арлета Манојловић   | Девојчица (3 еп. 1979)          |
| Драган Николић      | (2 еп. 1976-1979)               |
| Татјана Бељакова    | Психолог (2 еп. 1977-1979)      |
| Драгутин Добричанин | Мађионичар Милојко (2 еп. 1979) |

 Остале улоге  ▼
| Глумац                     | Улога                          |
| -------------------------- | ------------------------------ |
| Љиљана Јовановић           | Бака (2 еп. 1979)              |
| Љубица Ковић               | Продавачица цвећа (2 еп. 1979) |
| Мирослав Петровић          | (1 еп. 1975)                   |
| Боро Стјепановић           | Поштар (1 еп. 1975)            |
| Властимир Ђуза Стојиљковић | (1 еп. 1975)                   |
| Јелисавета Сека Саблић     | Глорија (1 еп. 1976)           |
| Александра Симић           | Глоријина ћерка (1 еп. 1976)   |
| Ружица Сокић               | (1 еп. 1977)                   |
| Бора Тодоровић             | Молер (1 еп. 1977)             |
| Мирослав Жужић             | (1 еп. 1977)                   |
| Бранка Митић               | (1 еп. 1978)                   |
| Драгољуб Петровић          | (1 еп. 1978)                   |
| Неда Арнерић               | Ђурина жена (1 еп. 1979)       |
| Бранко Цвејић              | Ђура (1 еп. 1979)              |
| Вука Дунђеровић            | Шверцерка (1 еп. 1979)         |
| Дара Џокић                 | Милена (1 еп. 1979)            |
| Лепојка Јовановић          | (1 еп. 1979)                   |
| Миодраг Мики Крстовић      | Читач струјомера (1 еп. 1979)  |
| Михајло Бата Паскаљевић    | Научник (1 еп. 1979)           |
| Момчило Животић            | (1 еп. 1979)                   |

Комплетна ТВ екипа  ▼
| Редитељ                   | Србољуб Станковић      | (45 еп. 1975—1979)                                              |
| Сценариста                | Александар Поповић     | (45 еп. 1975—1979)                                              |
| Продуцент                 | Срба Чутурило          | продуцент (16 еп. 1979)                                         |
| Композитор                | Зоран Христић          | (29 еп. 1975—1979)                                              |
| Директор фотографије      | Драган Стојановић      | (3 еп. 1979)                                                    |
| Монтажер                  | Петар Путниковић       | (3 еп. 1979)                                                    |
| Монтажер                  | Наташа Николић         | (2 еп. 1979)                                                    |
| Монтажер                  | Драгослав Вучековић    | (2 еп. 1979)                                                    |
| Монтажер                  | Јован Бановић          | (1 еп. 1979)                                                    |
| Монтажер                  | Рајко Гогољак          | (1 еп. 1979)                                                    |
| Монтажер                  | Стојан Илић            | (1 еп. 1979)                                                    |
| Монтажер                  | Радивоје Милојковић    | (1 еп. 1979)                                                    |
| Монтажер                  | Наталија Николић       | (1 еп. 1979)                                                    |
| Монтажер                  | Иванка Правица         | (1 еп. 1979)                                                    |
| Монтажер                  | Божидар Радосављевић   | (1 еп. 1979)                                                    |
| Сценограф                 | Дора Душановић         | (непознат број епизода)                                         |
| Уметнички директор        | Биљана Остојић         | (2 еп. 1979)                                                    |
| Костимограф               | Зорица Ружић           | (непознат број епизода)                                         |
| Одсек за шминку           | Зорица Прерадовић      | шминкерка (10 еп. 1979)                                         |
| Одсек за шминку           | Љубица Џунић           | шминкерка (6 еп. 1979)                                          |
| Менаџер продукције        | Петар Перић            | вођа снимања (8 еп. 1979)                                       |
| Менаџер продукције        | Слободан Јоцић         | вођа снимања (4 еп. 1979)                                       |
| Менаџер продукције        | Драгиша Ковачевић      | вођа снимања (4 еп. 1979)                                       |
| Помоћник режије           | Лепојка Јовановић      | помоћник редитеља (3 еп. 1979)                                  |
| Уметнички одсек           | Мића Антонијевић       | асистент уметничког директора / сценски реквизитер (2 еп. 1979) |
| Уметнички одсек           | Милутин Величковић     | сценски реквизитер (1 еп. 1979)                                 |
| Одсек за звук             | Радивоје Кипић         | микроман (9 еп. 1979)                                           |
| Одсек за звук             | Рифат Сеферовић        | тон мајстор (9 еп. 1979)                                        |
| Одсек за звук             | Петар Дујић            | микроман (8 еп. 1979)                                           |
| Одсек за звук             | Влада Дујић            | микроман (4 еп. 1979)                                           |
| Одсек за звук             | Вања Дубајић           | микроман (3 еп. 1979)                                           |
| Одсек за звук             | Јова Џабић             | микроман (3 еп. 1979)                                           |
| Одсек за звук             | Дивна Рајић            | тон мајстор (3 еп. 1979)                                        |
| Одсек за звук             | Јово Џабић             | микроман (2 еп. 1979)                                           |
| Одсек за звук             | Михаило Џабић          | микроман (2 еп. 1979)                                           |
| Одсек за звук             | Бошко Николић          | тон мајстор (2 еп. 1979)                                        |
| Одсек за звук             | Милан Стојановић       | тон мајстор (2 еп. 1979)                                        |
| Одсек за звук             | Милан Утржан           | микроман (1 еп. 1979)                                           |
| Одсек за камеру и расвету | Ђорђе Тубић            | пратилац камере (15 еп. 1979)                                   |
| Одсек за камеру и расвету | Бранимир Клипа         | пратилац камере (12 еп. 1979)                                   |
| Одсек за камеру и расвету | Радивоје Павловић      | вођа расвете (12 еп. 1979)                                      |
| Одсек за камеру и расвету | Милан Дрезгић          | пратилац камере (4 еп. 1979)                                    |
| Одсек за камеру и расвету | Бранислав Кузмановић   | пратилац камере (4 еп. 1979)                                    |
| Одсек за камеру и расвету | Војислав Опсеница      | пратилац камере (4 еп. 1979)                                    |
| Одсек за камеру и расвету | Јован Шпановић         | сниматељ (4 еп. 1979)                                           |
| Одсек за камеру и расвету | Петар Зајелац          | сниматељ (4 еп. 1979)                                           |
| Одсек за камеру и расвету | Светлана Ћировић       | сниматељ (3 еп. 1979)                                           |
| Одсек за камеру и расвету | Маријана Ераковић      | сниматељ (3 еп. 1979)                                           |
| Одсек за камеру и расвету | Миомир Јанковић        | пратилац камере (3 еп. 1979)                                    |
| Одсек за камеру и расвету | Марина Лазаревић       | сниматељ (3 еп. 1979)                                           |
| Одсек за камеру и расвету | Бранислава Вујић       | сниматељ (3 еп. 1979)                                           |
| Одсек за камеру и расвету | Бранко Буњичевић       | сниматељ (2 еп. 1979)                                           |
| Одсек за камеру и расвету | Драгомир Ђорђевић      | вођа расвете (2 еп. 1979)                                       |
| Одсек за камеру и расвету | Љубомир Николић        | сниматељ (2 еп. 1979)                                           |
| Одсек за камеру и расвету | Слободан Стаменовић    | сниматељ (2 еп. 1979)                                           |
| Одсек за камеру и расвету | Славко Алексијевић     | пратилац камере (1 еп. 1979)                                    |
| Одсек за камеру и расвету | Мирослав Аврамовић     | пратилац камере (1 еп. 1979)                                    |
| Одсек за камеру и расвету | Јован Благојевић       | пратилац камере (1 еп. 1979)                                    |
| Одсек за камеру и расвету | Мирјана Ераковић       | сниматељ (1 еп. 1979)                                           |
| Одсек за камеру и расвету | Ирена Милошевић        | сниматељ (1 еп. 1979)                                           |
| Одсек за камеру и расвету | Наташа Николић         | сниматељ (1 еп. 1979)                                           |
| Одсек за камеру и расвету | Радомир Павловић       | вођа расвете (1 еп. 1979)                                       |
| Одсек за камеру и расвету | Радомир Живановић      | сниматељ (1 еп. 1979)                                           |
| Одсек за монтажу          | Драган Ковачевић       | видео миксер (10 еп. 1979)                                      |
| Одсек за монтажу          | Бранка Гркинић         | видео миксер (3 еп. 1979)                                       |
| Одсек за монтажу          | Живојин Лалић          | видео миксер (2 еп. 1979)                                       |
| Одсек за монтажу          | Братислав Живановић    | видео миксер (1 еп. 1979)                                       |
| Остала екипа              | Вера Амар              | секретар режије (5 еп. 1979)                                    |
| Остала екипа              | Вукица Бешевић         | секретар режије (5 еп. 1979)                                    |
| Остала екипа              | Ружа Мирковић          | секретар режије (4 еп. 1979)                                    |
| Остала екипа              | Верица Арсић Милићевић | секретар режије (3 еп. 1979)                                    |
| Остала екипа              | Мира Петровић          | секретар режије (1 еп. 1979)                                    |